# Русіна Олена Володимирівна
Олена Володимирівна Русіна, у публікаціях Русина (нар. 25 грудня 1960, Київ) — український історик. Дослідниця проблем української історії часів Великого князівства Литовського. Лауреат Державної премії України в галузі науки і техніки (2001).

## Біографія
1986 року закінчила історичний факультет Київського університету, 1990 — аспірантуру Інституту історії АН УРСР.
Від 1990 року — молодший науковий співробітник, науковий співробітник, старший науковий співробітник відділу історії України середніх віків і раннього нового часу Інституту історії України НАН України.
1991 року захистила кандидатську дисертацію «Сіверська земля: Генезис та історична еволюція у XIV — на початку XVI століття» (науковий керівник — доктор історичних наук Валерій Смолій).

## Наукова діяльність
Автор і упорядник близько 170 наукових і науково-популярних праць. Брала участь у підготовці новітніх курсів історії України та низки навчальних посібників.
Серед праць:
- Русина О. В. Студії з історії Києва та Київської землі. — К.: Інститут історії України НАН України, 2005. — 346 с.
- Русина О., Горобець В., Чухліб Т. Незнайома Кліо: Українська історія в таємницях і курйозах XV—XVIII ст. — К.: Наукова думка, 2002. — 311 с.
- Русина О. В. Україна під татарами і Литвою / НАН України. Інститут історії України. — К.: Альтернативи, 1998. — 320 с. // Україна крізь віки. У 13-ти тт. — К.: Альтернативи, 1998—1999. — Т. 6.
- Русина О. В. «Сіверська земля у складі Великого князівства Литовського». / Кол. авт. НАН України. Інститут української археографії та джерелознавства ім. М. С. Грушевського. Інститут історії України; [Відп. ред. В.Смолій]. К., 1998. — 244 с.